# 289586 Shackleton
289586 Shackleton è un asteroide della fascia principale. Scoperto nel 2005, presenta un'orbita caratterizzata da un semiasse maggiore pari a 2,3725641 UA e da un'eccentricità di 0,1336067, inclinata di 2,11461° rispetto all'eclittica.